# Rockley Beach
Rockley Beach även kallad Accra Beach är en strand på Barbados.   Den ligger i parishen Christ Church, i den södra delen av landet, 5 km sydost om huvudstaden Bridgetown.